# Aneomochtherus difficilis
Aneomochtherus difficilis är en tvåvingeart som beskrevs av Pavel Lehr 1996. Aneomochtherus difficilis ingår i släktet Aneomochtherus och familjen rovflugor.
Artens utbredningsområde är Uzbekistan. Inga underarter finns listade i Catalogue of Life.